# Крістіанстад (хокейний клуб)
 Крістіанстадс ІК  (швед. Kristianstads Ishocheyklubb) — хокейний клуб з м. Крістіанстад, Швеція.

## Історія
Клуб утворено 22 липня 1966 року. 
У 2000 році внаслідок фінансових труднощів став першим спортивним клубом у Швеції, що пройшов реструктуризацію боргу. Клуб у 2003 році опинився в четвертому ешелоні, але через два роки просунувся на третій рівень. У 2019 році пробився в Хокей-Аллсвенскан.

## Досягнення
- Вихід у Хокей-Аллсвенскан: 2019.